# Trufada

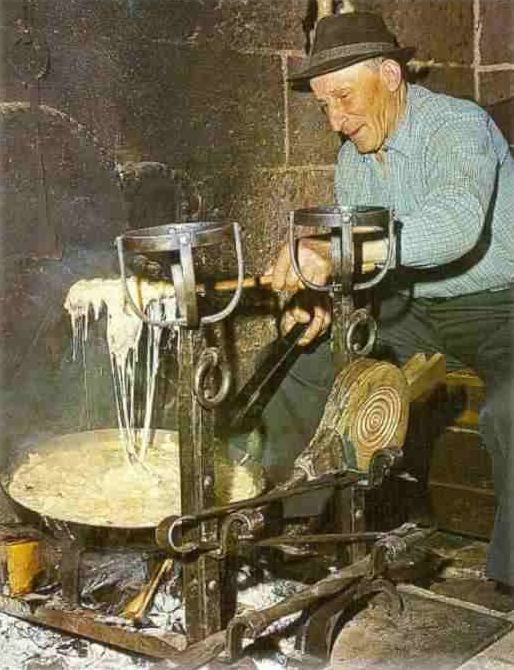
Avi del Cantal preparant una trufada.

La trufada és un plat occità tradicional al Cantal (Alvèrnia) a base de patates, formatge i cansalada principalment, que s'assembla una mica a una truita de patates que es desfà en fils de formatge fos. El Larousse Gastronomique la defineix com "una mena de crep gruixut fet amb patates tallades a trossos que es fregeixen i després es barregen amb tires de formatge "tomme". La toma o tomme en realitat és el formatge fresc, encara no adobat, que és fàcil d'obtenir, i més econòmic, a les terres on es fa formatge. A Menorca, per exemple, també s'utilitza el formatge de Maó fresc, que és molt difícil d'obtenir fora de l'illa. La trufada es fa sobretot amb formatge fresc o "mató" de formatge de Cantal. Les patates es pelen i es couen tallades a trossos petits, normalment fregides, i quan encara estan calentes se les hi afegeix el formatge i es barreja ràpidament mentre fon. La proporció de patates i de formatge depèn del gust i circumstàncies de cadascú.
Com altres plats molt energètics a base de formatge: aligot, fondú, tartiflette, etc. la trufada era en principi un plat de subsistència de camperols que passaven molt de temps amb un treball molt físic a l'exterior, amb molt de fred a l'hivern.

## Etimologia
El nom ve de l'occità, llengua a la qual "trufa" vol dir patata. Les patates solen tallar-se en rodanxes.

## Elaboració
Una recepta de trufada per a quatre persones consisteix a tallar en rodanxes un quilo de patates. Coure en una paella amb 150g de cansalada prèviament tallada a trossos. En una altra paella, escalfeu una mica de llard, un all, sal, pebre i hi coeu les patates durant uns vint minuts. Afegiu la cansalada i un quart de quilo de formatge tomma de la regió de Cantal. Proposen acompanyar-la amb una amanida verda.
Es pot afegir una mica de julivert o de cebollí a la barreja de cansalada i patata, i s'ha d'apagar el foc per afegir el formatge, que es talla en trossets molt petits. El formatge fon amb la calor de les patates i de la paella, i cal remoure enèrgicament fins que el formatge formi fils.
A la pàgina oficial de turisme d'Alvèrnia, la recepta es descriu amb 400g de formatge per a cada quilo de patates i no hi posen cansalada. Afegeixen una mica de julivert amb el formatge. Proposen xafar les patates a la paella a mesura que es couen perquè la barreja pugui fer fils més fàcilment, sense trossos de patata.

## Variants
A la pàgina oficial de turisme d'Alvèrnia parlen també de la trufada de formatge cantal, aquesta es fa amb làmines de patata tallades molt finament i cuites en una paella amb oli a foc suau durant vint a trenta minuts. Després cal xafar les patates amb una forquilla i afegir el formatge de cantal jove (240g per quilo de patates, per obtenir una quantitat per a quatre persones) tallat en làmines fines i remenar durant uns cinc o deu minuts, fins a obtenir una massa homogènia i que fa fils. Es pot decantar l'excés de greix, daurar una estona més i volcar a un plat.
És possible trobar aquesta mateix recepta però utilitzant un altre formatge de la regió, el saint-nectaire.
Sembla que al Delfinat existeix una mena de trufada, anomenada del Delfinat (o, en francès, dauphinoise) a la qual les patates es fregeixen en oli d'oliva, i en comptes de formatge s'afegeix un quart de quilo de tomàquets tallats a rodanxes, que es couen amb la resta de la barreja durant uns deu minuts.